# Catagramma ines
Catagramma ines är en fjärilsart som beskrevs av Hopp 1922. Catagramma ines ingår i släktet Catagramma och familjen praktfjärilar. Inga underarter finns listade i Catalogue of Life.